# Dorval Rodolfo Pamplona
Dorval Rodolfo Pamplona (Gaspar, 8 de março de 1922 — Gaspar, 23 de julho de 2014) foi um político brasileiro. Pertencia aos quadros da União Democrática Nacional (UDN).
Foi o quarto prefeito de Gaspar, município do estado de Santa Catarina, que governou de 1956 a 1961. As obras de maior destaque em governo foram a construção da Ponte Hercílio Deeke, o asfaltamento da Rodovia Jorge Lacerda e a construção de escolas, entre elas a Escola Frei Policarpo, no bairro Belchior Alto.

## Trajetória
Dorval Rodolfo Pamplona nasceu em uma família numerosa (16 filhos) no bairro Gaspar Mirim, em 1922. Estudou no Grupo Honório Miranda e trabalhou na lavoura, ajudando o pai a plantar cana-de-açúcar e arroz; a família também produzia produtos artesanais, como cachaça, melado e farinha. Mais tarde trabalhou em indústria de beneficiamento de arroz, de propriedade da família Pamplona.
Casou com Maria Deichmann Pamplona, com quem teve cinco filhos - quatro homens e uma mulher. Ainda jovem filiou-se à UDN. Convidado e, após autorização do seu pai Rodolfo Vieira Pamplona (um dos primeiros vereadores de Gaspar), e atendendo a um pedido do governador Irineu Bornhausen, aceitou ser candidato à prefeito de Gaspar, tendo disputado a eleição em 1955, sendo eleito com 1.772 votos, com apenas 33 anos.
Governou Gaspar de 1956 a 1961 e, no primeiro ano de mandato, não recebeu salário; já nos três anos seguintes, ele recebia um salário mínimo, que na época era de sete cruzeiros e cinquenta centavos.
Dentre as grandes obras que realizou na sua passagem pela prefeitura de Gaspar, Dorval Pamplona tem a construção da Ponte Hercílio Deeke. Dorval foi pessoalmente à Florianópolis cobrar do então governador, Jorge Lacerda, a promessa de construir a ponte. No mesmo instante o governador chamou o então secretário Estadual da Fazenda, Hercílio Deeke, e mandou liberar nove mil e quinhentos cruzeiros, cabendo à prefeitura a contrapartida de cinco mil cruzeiros. Uma enchente, durante a obra, levou parte da base da ponte, e a empreiteira acabou falindo. Dorval foi, então, até Florianópolis atrás de mais dinheiro para terminar a obra, usando seu próprio veículo, um fusca, para ir à capital. Conseguiu mais quatro mil cruzeiro e contratou uma nova empresa, e a obra foi inaugurada em 1960. Com a sobra de cento e dez cruzeiros, Dorval voltou à Florianópolis, desta vez para devolver o dinheiro; antes, porém, ampliou a Escola Básica Frei Policarpo com mais duas salas de aula.
Dorval Pamplona faleceu em casa, de causas naturais.